# Gare de Wideumont
La gare de Wideumont est une ancienne gare ferroviaire belge de la ligne 163 qui desservait le village de Wideumont sur le territoire de la commune de Libramont-Chevigny, dans la province de Luxembourg en région wallonne. Elle est fermée aux voyageurs depuis 1984 et la ligne est démontée.

## Situation ferroviaire
La gare de Wideumont est située au point kilométrique (PK) 10,50 de la ligne 163, de Libramont à Gouvy et Saint-Vith entre la halte de Bernimont et le point d'arrêt de Rosières (Vaux-sur-Sûre).

## Histoire
La desserte ferroviaire de l'arrondissement de Bastogne fait partie des conditions requises dans l'arrêté de concession du réseau ferroviaire de la Grande compagnie du Luxembourg en 1846.
La compagnie, qui termine finalement sa ligne principale de Bruxelles à la frontière Luxembourgeoise vers 1860 n'aura de cesse de se désintéresser de la réalisation de l'embranchement de Bastogne, malgré une garantie financière de la part de l’État belge suivie par de multiples réclamations du gouvernement et des citoyens. En situation difficile — cherchant à la fois à éviter la création de lignes concurrentes et à négocier un rachat au prix le plus avantageux —, la GCL consent finalement à entamer la construction de l'embranchement de Bastogne qui est inauguré le 15 novembre 1869. La GCL, dont les actions étaient majoritairement détenues par des hommes d'affaires anglais, sera finalement rachetée par l'État belge en 1873 au terme de négociations ardues. Il prolonge la ligne de Bastogne à Gouvy en 1884-1885.
La station de Wideumont fait partie des gares d'origine de cette ligne. Un abri pour la lampisterie et le magasin d'approvisionnement est ajouté en 1882.
Au début du XXe siècle, elle dispose d'installations étendues avec une voie principale, la voie de croisement, ainsi qu'au-moins deux voies de garage pour le service des marchandises. L'occupant allemand mettra la ligne à double voie pendant la Première Guerre mondiale et la prolongera en direction de Saint-Vith car elle constituait un maillon du chemin le plus direct entre la vallée du Rhin et les champs de bataille de l'Est de la France. La seconde voie a été retirée en 1936 après une baisse du trafic de transit.
En 1982, la SNCB liste la gare des voyageurs et la cour aux marchandises de Wideumont parmi les dessertes à supprimer, ce qui aura lieu le 3 juin 1984 lors de l'instauration du plan IC-IR. Il n'y a désormais plus de gare intermédiaire entre Libramont et Bastogne et la ligne au-delà de Bastogne-Nord ferme aux voyageurs puis aux marchandises.
En 1993, arguant du mauvais état d'une partie de la voie, la SNCB suspend les circulations de trains sur la ligne 163 au profit d'un service de bus. Voulue comme une solution provisoire, la fermeture devient définitive. La voie est arrachée en 2011 et un sentier goudronné du réseau RAVeL est réalisé à la place.

## Patrimoine ferroviaire
L'ancien bâtiment des recettes, appartenant à un plan type de la GCL spécifique à l'embranchement de Bastogne, a été en grande partie démoli ne laissant qu'un volume sans étage de trois travées, désormais occupé par un particulier.
Il s'agissait à l'origine d'un bâtiment de deux étages articulé autour d'un large corps de logis à trois travées avec une avancée au-niveau de la travée médiane, surplombée d'un toit en bâtière dépassant le reste de l'édifice. Deux ailes de deux travées flanquent la partie a étage.